# Dublinviken
Dublinviken (engelska: Dublin Bay, iriska: Cuan Bhaile Átha Cliath) är en cirka 10 km stor vik av Irländska sjön på Irlands östkust.  Här mynnar floden Liffey. Nära dess mynning uppstod Dublin, vars bebyggelse spridit sig längs i stort sett hela viken. 